# Kunihiko Takizawa
Kunihiko Takizawa (jap. 滝澤 邦彦, Takizawa Kunihiko; * 20. April 1978 in der Präfektur Tokio) ist ein ehemaliger japanischer Fußballspieler.

## Karriere
Takizawa erlernte das Fußballspielen in der Schulmannschaft der Bunan High School. Seinen ersten Vertrag unterschrieb er 1997 bei Nagoya Grampus Eight. Der Verein spielte in der höchsten Liga des Landes, der J1 League. 1999 gewann er mit dem Verein den Kaiserpokal. Für den Verein absolvierte er 107 Erstligaspiele. 2004 wechselte er zum Ligakonkurrenten Vissel Kobe. 2005 wechselte er zum Ligakonkurrenten JEF United Chiba. 2005 gewann er mit dem Verein den J.League Cup. 2006 wechselte er zum Zweitligisten Yokohama FC. 2006 wurde er mit dem Verein Meister der J2 League und stieg in die J1 League auf. Am Ende der Saison 2007 stieg der Verein in die J2 League ab. Für den Verein absolvierte er 91 Spiele. 2009 wechselte er zum Ligakonkurrenten Tokyo Verdy. Für den Verein absolvierte er 35 Spiele. 2010 ging er nach Thailand. Hier schloss er sich dem Bangkok Glass FC an. Der Verein spielte in der ersten thailändischen Liga. 2010 nahm er mit dem Klub am Singapore Cup teil. Im Endspiel besiegte man die Tampines Rovers aus Singapur mit 1:0.

## Erfolge
Nagoya Grampus Eight
- Kaiserpokal: 1999

JEF United Chiba
- J.League Cup: 2005

Bangkok Glass FC
- Singapore Cup: 2010